# Porto de Apra

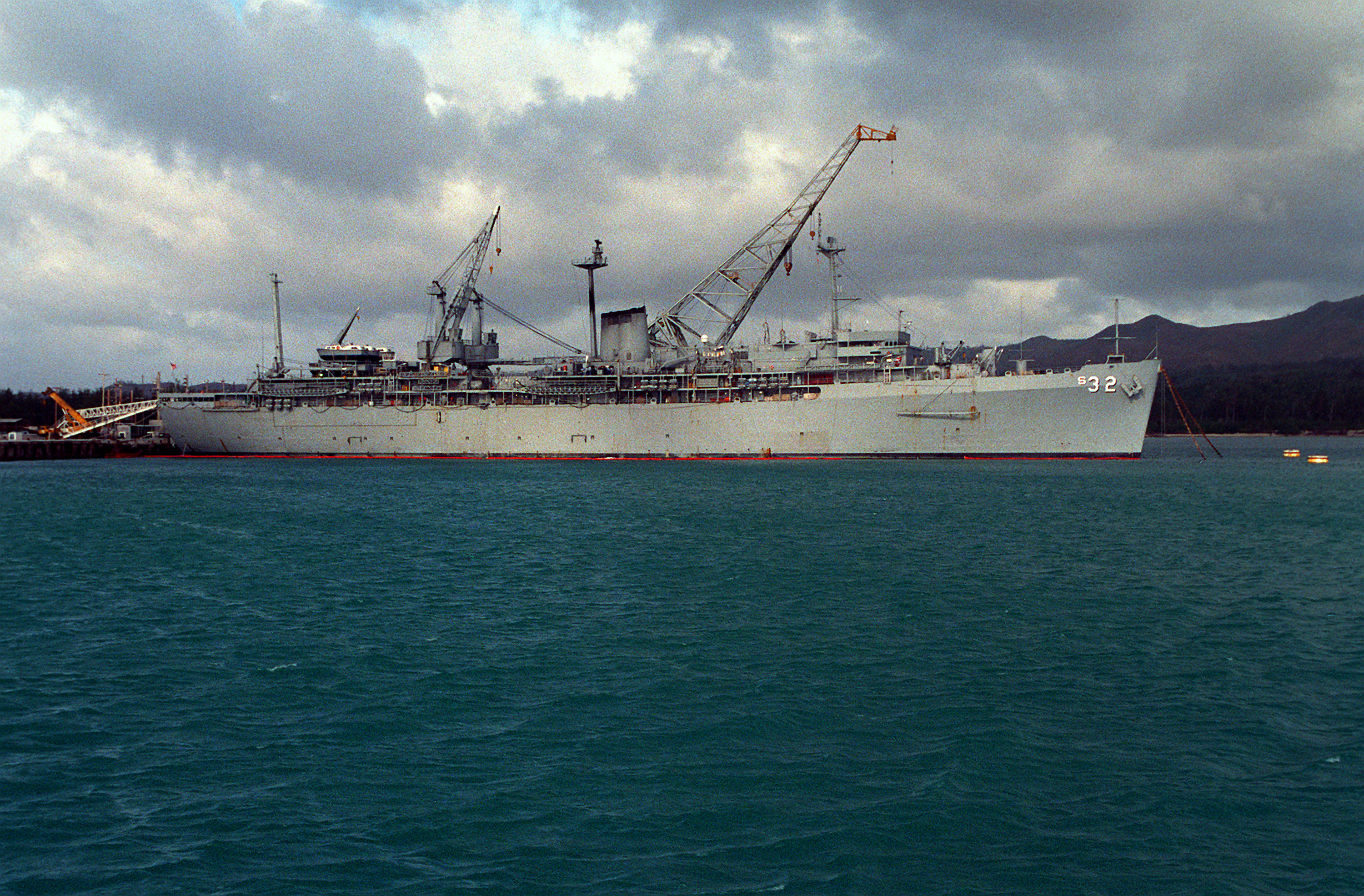
O USS Holland (AS-32) no Porto de Apra em 1 de Setembro de 1993

O Porto de Apra ou Apra Harbor é um porto de águas profundas no lado ocidental do território dos Estados Unidos de Guam. O porto é formado pela Península de Orote, no sul, e pela Ilha de Cabras, no norte. Ao sul, o porto se estreita e depois se amplia novamente para formar um porto interior. O extremo sul do porto é a localização da Base Naval Guam. O extremo norte é o porto comercial, que lida com cerca de 2 milhões de toneladas de carga por ano. É considerado um dos melhores portos naturais do Pacífico e atrai muitos turistas.  É o mais relevante ancoradouro da ilha e está localizado a oeste de Hagåtña (Agana).
Alcançou uma importância renovada como base durante a Guerra do Vietnã nos anos 60 e 70. Um porto comercial com instalações para manipulação de carga em contentores foi aberto no porto em 1969. Pop. (2000) 3 347; (2010) 2.471.

## Topônimo[1][2]
Apra vem da palavra Chamorro apapa que significa ''baixa'''. Apapa é o nome original para o que é agora Ilha de Cabras. Durante o domínio espanhol, o nome de um santo foi adicionado e a área ficou conhecida como o porto de San Luis de Apra.

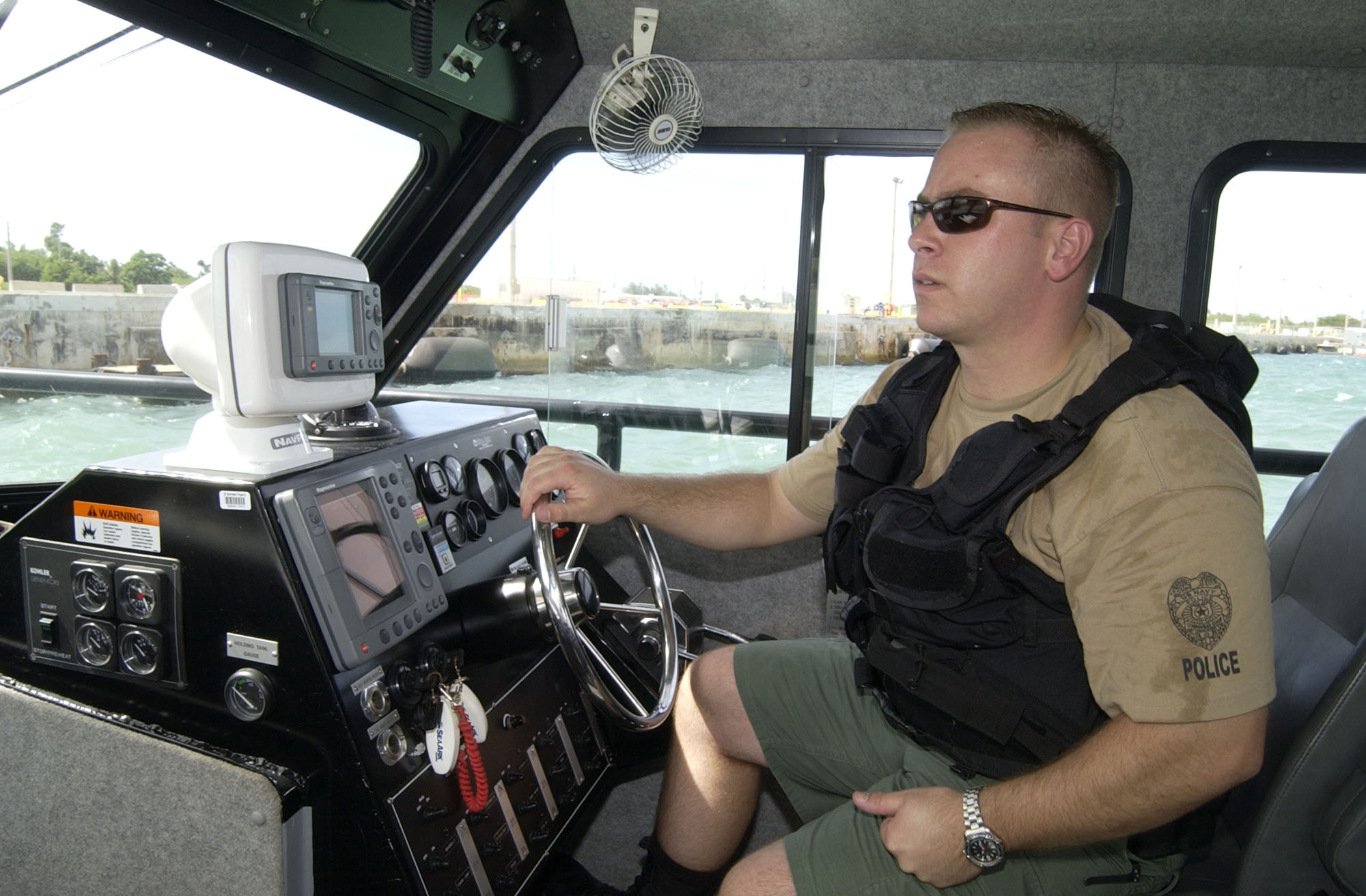
Um Oficial da Marinha dos EUA no Porto de Apra em 10 de Janeiro de 2005

Desde 1898, os navios que queimavam carvão e, posteriormente, produtos petrolíferos, utilizavam os portos de Guam, principalmente o Apra. De 1941 a 1944 durante a Segunda Guerra Mundial, o Porto de Apra estava sob controle japonês e foi totalmente utilizado para reparos e reabastecimento de seus submarinos e navios de guerra. A libertação de Guam em 1944 causou grandes quantidades de danos ao meio ambiente costeiro. As notícias da marinha, reportaram que mais de 7.000 toneladas de explosivos haviam sido usadas no ano anterior para limpar as passagens de navios em Guam. 50 libras (23 kg) desses explosivos é suficiente para destruir um volume de coral 100 por 3 pés (30,48 m × 0,91 m) de profundidade. O quebra-mar, o porto interior de Apra foram construídos para apoiar o exército dos EUA após a Segunda Guerra Mundial. O porto de Apra atendia às necessidades militares e civis de transporte, e incluiu instalações para navios e submarinos nucleares. Também para reparo, fornecimento e transferência de combustível. Transferência de armas nucleares e convencionais; Pesca, recreação e turistas também usaram o porto.
O porto de Apra era o lar de pescarias ricas. Levou os portos da posição de Umatic e Central Hagatna durante o século XIX, quando os portos de Piti e Sumay abriram, o que foi colocado em uso mais freqüente. Piti foi o principal porto de Hagatna, enquanto a Summay foi usada para parar o resto dos baleeiros. Até 60 navios baleeiros passaram pelo porto por ano. Enquanto Agana era a capital de Guam, Summay tornou-se a parte comercial e financeira da cidade.
Durante o período da baleeira, Apra foi considerado um dos melhores portos do Pacífico. À medida que a era da caça à baleia chegou ao fim, a economia de Guam estava em declínio. A economia de Guam começou a melhorar quando o reino da Espanha chegou ao fim.

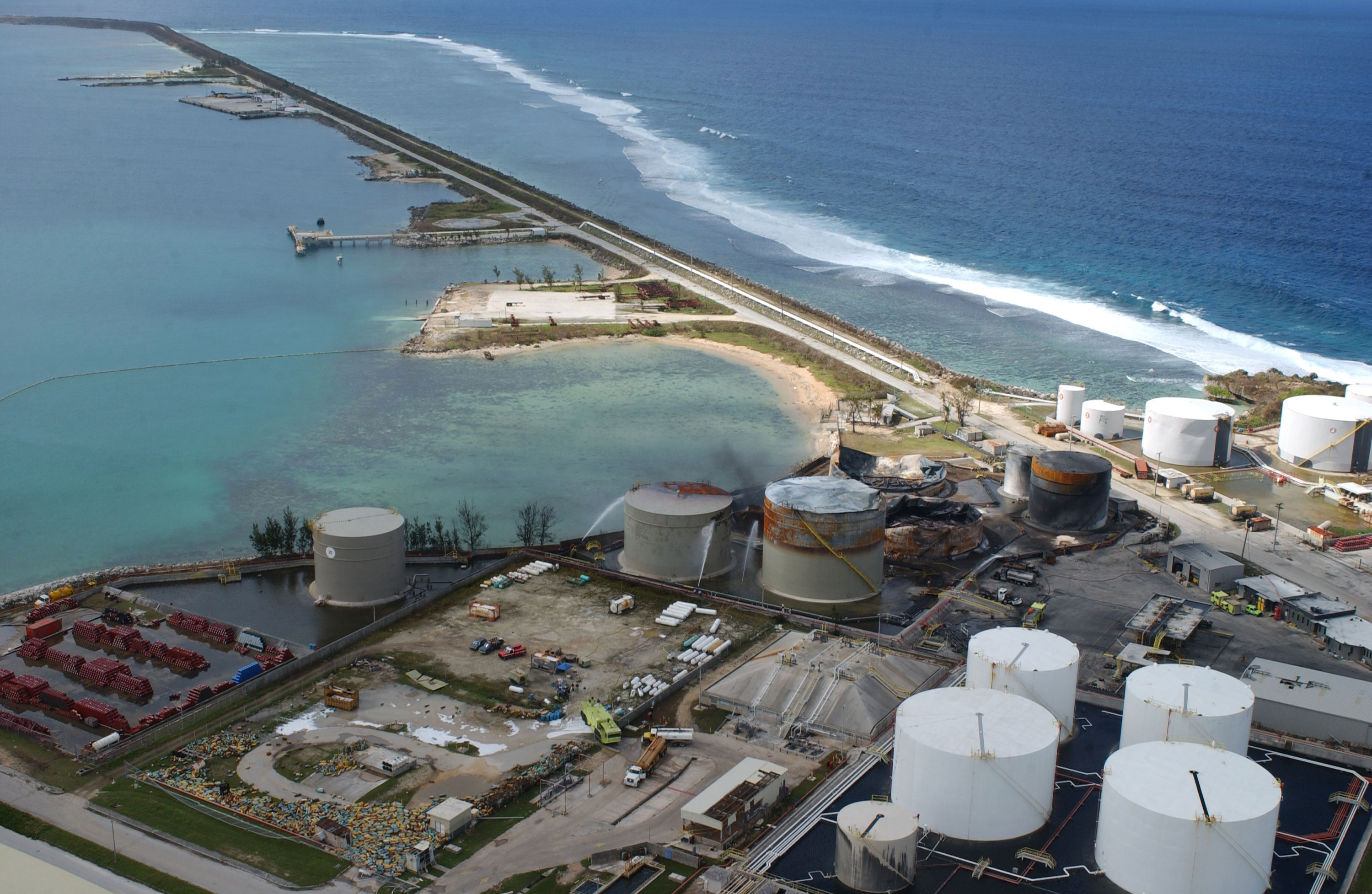
Perspectiva geral do Porto de Apra (Guam) em 13 de Dezembro de 2002

O capitão naval dos EUA, Henry Glass, afirmou Guam como parte dos EUA em 20 de junho de 1898. Guam conectou-se com o resto do mundo em 1903, quando se tornou o local das estações de televisão por telégrafo.
Hoje, a maior parte do porto de Apra é controlada pela Marinha dos EUA, mas alguns portos permanecem públicos, como Sasa Bay, o Piti Channel e partes do Glass Breakwater. A terra onde o porto comercial estava localizado foi transferida para o governo de Guam em 1969.
O porto de Apra hoje é mais do que um porto importante para Guam. É também uma área de recreação popular para usuários de embarcações pessoais, velejadores e surfistas. O Porto de Apra é o lar de alguns naufrágios que são populares com mergulhadores. Os destroços mais conhecidos são o navio mercante alemão da era da Primeira Guerra Mundial, o SMS Cormoran e o cargueiro japonês da era da Segunda Guerra Mundial, Tokai Maru, que ficam lado a lado no fundo do oceano.

## História[3]
O porto de Apra, com suas ricas terras pesqueiras, era o lar de muitas aldeias chamorro nos tempos antigos. No entanto, durante a era espanhola do início de Guam (final do século XVII e início do século XVIII), a aldeia do sul de Umatac e a aldeia central de Hagåtña eram os portos preferidos.
O porto de Apra não foi usado para todo seu potencial por causa de seus muitos recifes e cabeças de coral. O Porto de Apra, no entanto, tornou-se um site preferido para estrangeiros que desejavam evitar as autoridades espanholas. O caixeiro britânico John Eaton teria ancorado lá em 1685 para negociar com alguns Chamorros. Outros seguiriam as tentativas de obter lucro econômico.
Em resposta a piratas ou corsários que ameaçaram os lucrativos esforços de comércio e missionários de Espanha, várias fortificações foram construídas não só para proteger do ataque inimigo, mas também como um porto que proporcionou proteção contra o mau tempo. De 1737 a 1801, o governo espanhol ordenou a construção de três fortificações para defender o porto.
Em 1710, o Forte de Santiago foi construído no topo da Península de Orote, seguido em 1734 com a abertura de um ancoradouro perto do que se tornaria a aldeia de Sumay, e em 1737 o Forte de San Luis foi construído para proteger esta nova ancoragem. Por volta de 1800, o Forte de Santa Cruz foi construído em um recife perto da entrada atual do Porto Interior.

## Geografia
O Porto de Apra é enquadrado pela Península de Orote, no sul, e o queimador de vidro e Ilha de Cabras, no norte. Existem vários riachos que fluem para o porto das colinas das aldeias de Piti e Santa Rita. O porto é dividido em vários corpos menores de água. O Porto Comercial de Guam está localizado na parte nordeste do porto na Ilha de Cabras e adjacente ao Canal Piti. Ao sul do porto fica Sasa Bay, uma área recreativa e uma reserva marítima. A Estação Naval Guam está localizada mais ao sul no Porto Interior. O maior corpo de água para o leste é chamado Porto Outer Apra.

## O Aumento Potencial do Porto de Apra

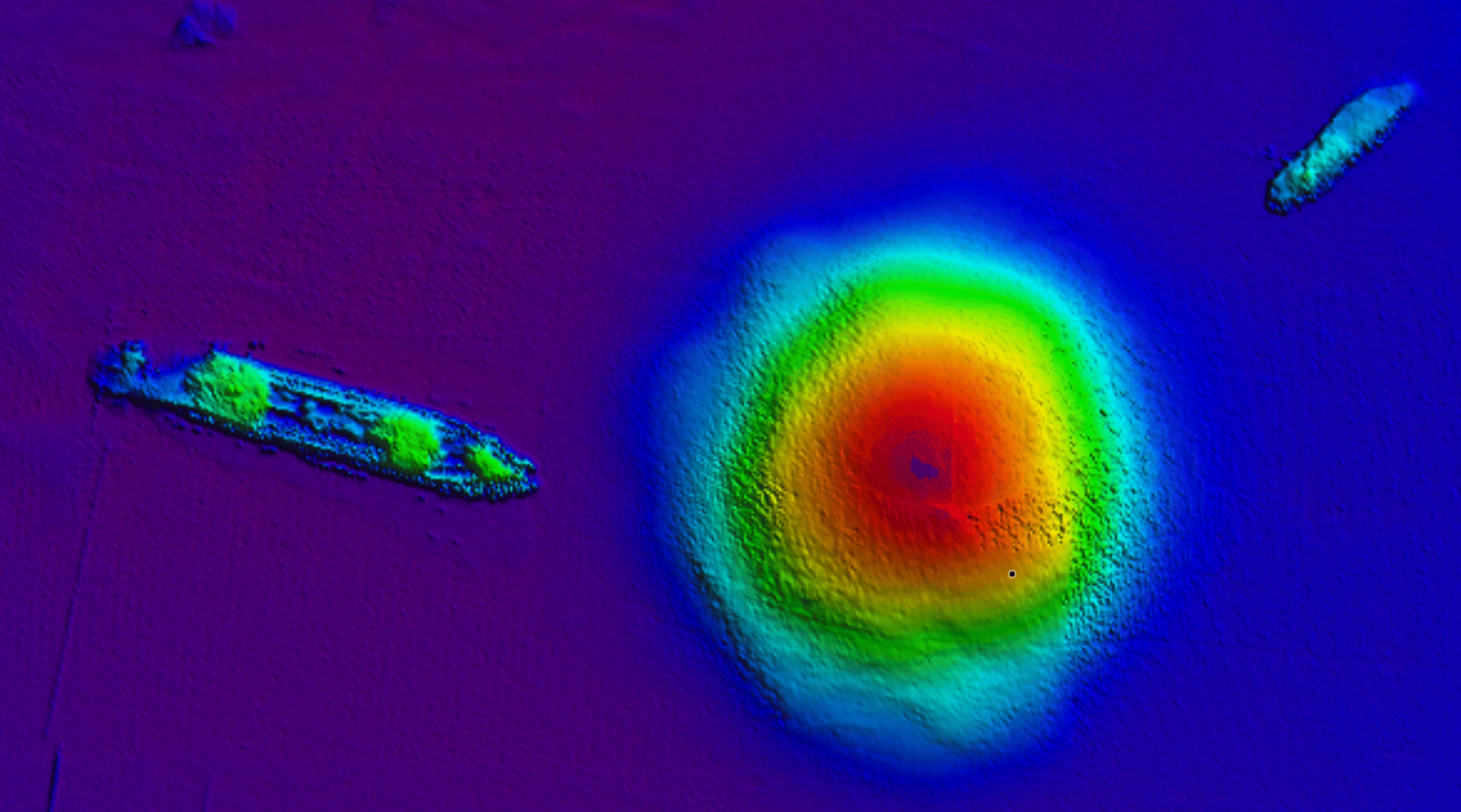
Naufrágios de duas embarcações no Porto de Apra em registro de 2015

Em 2006, o "Roteiro para o Acordo de Implementação de Realinhamento" do Japão dos EUA concordou que mais de 8 mil fuzileiros navais dos EUA atualmente com base em Okinawa, o Japão se deslocariam para o território dos EUA de Guam e as Ilhas Marianas . Essa reorientação poderia ser uma das maiores realocações militares em tempos de paz na história dos EUA. Os detalhes do movimento militar estão evoluindo, e muito está em espera devido ao sequestro de orçamento. A Marinha dos EUA sugeriu a necessidade de expansão do porto de Apra, que é o maior porto de águas profundas no Pacífico Ocidental e o mais movimentado na Micronésia para permitir a base de navios adicionais em Guam como parte da mudança da Marinha para o Pacífico.